# Таращанский уезд
Тараща́нский уе́зд — административно-территориальная единица Киевской губернии Российской империи, образованный в 1800 году.
Уездный центр — город Тараща.

## География
Уезд располагался в юго-западной части губернии. Наибольшая протяженность уезда по прямой линии с севера на юг была около 48 верст (51 км), с запада на восток — 89 верст (95 км). На севере уезд граничил с Бердичевским, Сквирским и Васильковской, на востоке с Каневским и Звенигородским, на юге с Уманским, на западе с Липовецким уездами Киевской губернии. Общая площадь уезда составляла 305 656 десятин (3340 км²).

## Демография
Согласно переписи населения Российской империи 1897 в уезде проживало 245 752 человек. Из них 87,64 % — малороссы, 9,44 % — евреи, 0,97 % — русские, 1,77 % — поляки.

## Административное деление
На 1 января 1900 года Таращанский уезд состоял из 7 местечек, 102 сёл, 33 деревень, 83 хуторов, 20 ферм, 2 посёлков, 22 лесных сторожек, 21 лесного урочища, 2 лесничеств, 4 корчем и 1 полевой мельницы — всего из 298 населённых пунктов. Все эти пункты были распределены в административном отношении между 2 мировыми посредниками, 3 становыми приставами, 13 волостными правлениями и 13 полицейскими урядниками. В судебно-мировом и следственном отношениях Таращанский уезд был разделён на 4 мировых и 2 следственных участка.
1. Бузовская волость
2. Жашковская волость
3. Жидовско-Гребельская волость
4. Кашперовская волость
5. Кошеватская волость
6. Красиловская волость
7. Кривецкая волость
8. Пятигорская волость
9. Ставищская волость
10. Старо-Животовская волость
11. Стрижавская волость
12. Тетиевская волость
13. Юшковорогская волость